# Donacoscaptes parcipunctalis
Donacoscaptes parcipunctalis là một loài bướm đêm trong họ Crambidae.